# Yongchuan
Yongchuan
 är ett stadsdistrikt i Chongqings storstadsområde i sydvästra Kina, omkring 65 kilometer sydväst om det centrala stadsdistriktet Yuzhong. 
Yongchuan har ett subtropiskt monsunklimat med en årlig genomsnittstemperatur på 18,3 C°.
Yongchuan har en historia på över 1200 år, som går tillbaka till 776 då Yongchuans härad grundades. 1983 underställdes Yongchuan Chongqings storstadsområde och 1992 blev Yongchuan en stad på häradsnivå. När Chongqing bröt sig ur Sichuan-provinsen 1997 och bildade en stad på provinsnivå följde Yongchuan med. 2006 ombildades Yongchuan till ett stadsdistrikt i Chongqing.

## Administrativ indelning
Distriktet är indelat i sju stadsdelsdistrikt och 16 köpingar.
Stadsdelsdistrikt (jiedao):

- Chashanzhuhai (茶山竹海街道)
- Chenshi (陈食街道)
- Da'an (大安街道)
- Nandajie (南大街街道)
- Shenglilu (胜利路街道)
- Weixinghu (卫星湖街道)
- Zhongshanlu (中山路街道)

Köpingar (zhen):

- Banqiao (板桥镇)
- Baofeng (宝峰镇)
- Hegeng (何埂镇)
- Honglu (红炉镇)
- Ji'an (吉安镇)
- Jinlong (金龙镇)
- Laisu (来苏镇)
- Linjiang (临江镇)
- Qingfeng (青峰镇)
- Sanjiao (三教镇)
- Shuangshi (双石镇)
- Songgai (松溉镇)
- Wujian (五间镇)
- Xianlong (仙龙镇)
- Yongrong (永荣镇)
- Zhutuo (朱沱镇)